# California State University, Dominguez Hills

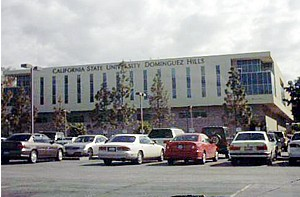
Ein Gebäude der Universität

Die California State University, Dominguez Hills (auch CSUDH genannt) ist eine staatliche Universität in Carson im Los Angeles County, US-Bundesstaat Kalifornien. Die Hochschule wurde 1960 gegründet. Sie ist Teil des California-State-University-Systems.

## Sport
Die Sportteams der CSUDH sind die Toros. Die Hochschule ist Mitglied in der California Collegiate Athletic Association.

## Persönlichkeiten
- Mumia Abu-Jamal – Autor, wegen Mordes an einem Polizisten 1982 zu Gefängnis verurteilt
- Karen Bass – Parlamentarierin
- Lela Rochon – Model, Tänzerin und Schauspielerin